# عبور از مرز زندگی
عبور از مرز زندگی فیلمی به کارگردانی رضا صفایی و نویسندگی رضا صفایی، حبیب‌الله کسمایی محصول سال ۱۳۵۴ است.

## خلاصه
امیر (ناصر ملک مطیعی) پس از شش سال حبس و تبعید آزاد می‌شود و سراغ خواننده‌ای به نام مینا (ژاله کریمی) می‌رود که از او فرزند نامشروعی به نام مهرداد دارد و با حضور در محضر او را به عقد خود درمی‌آورد. امیر طی سرقت از جواهرفروشی در سال‌های قبل، کارآگاه پلیسی به نام کیوان (هایک هوسپیان) را با تیر زخمی کرده‌است ولی هیچ مدرکی بابت این تیراندازی از طرف امیر، برای اثبات در دادگاه وجود نداشته‌است و با آزاد شدن امیر از حبس، کارآگاه پلیس همچنان مراقب اوست. جمشید (علی زندی) برادر امیر، سرکرده باند سارقانی است که هنوز به دست پلیس دستگیر نشده‌اند و چند روز بعد از آزاد شدن امیر، تعدادی از سارقان تحت اختیار جمشید بدون اطلاع او، مبادرت به سرقت می‌کنند که طی این سرقت از ماشینی مشابه ماشین کنونی امیر استفاده کرده‌اند و طی این سرقت یک فرد کشته می‌شود. امیر بعد از آزاد شدن شغلی پیدا کرده‌است و دیگر سرقت را کنار گذاشته‌است ولی بعد از این سرقت، کارآگاه پلیس که مراقب امیر بود او را به اتهام این سرقت دستگیر کرده و او را دوباره به زندان می‌اندازد. چند روز بعد امیر به علت عدم وجود مدارک کافی از زندان آزاد می‌شود ولی هر جا در پی شغل می‌گردد بعد از اینکه مدیران، متوجه سابقه زندان او می‌شوند از دادن شغل به او امتناع می‌کنند. جمشید به سراغ امیر می‌رود و به او پیشنهاد همکاری در یک سرقت می‌دهد. امیر ابتدا نمی‌پذیرد ولی مدتی بعد به خاطر مستأصل شدن از پیدا کردن شغل، پیشنهاد جمشید را می‌پذیرد. در روز سرقت، امیر و جمشید به بقیه سارقان حقه زده و پول‌های سرقتی را برداشته و فرار می‌کنند، سارقان به سراغ زن و بچه امیر می‌روند و بچه او را به گروگان گرفته و جمشید را در منزلی که تنها بود به قتل می‌رسانند و برای آزاد کردن بچه امیر، تقاضای دریافت پول‌های سرقت شده را می‌کنند. امیر به سراغ کاراگاه پلیس می‌رود و از او تقاضای کمک می‌کند. طی تبادل پول‌های سرقتی و بچه امیر، بین آنها درگیری اتفاق می‌افتد که در این بین کاراگاه پلیس هم از دور مراقب اوضاع است. طی درگیری سارقان کشته می‌شوند و در سکانس پایانی امیر با دستبندی که کاراگاه به دست او می‌زند به عنوان مجرم دستگیر می‌شود.

## بازیگران
- ناصر ملک مطیعی
- ژاله کریمی
- هایک هوسپیان
- علی زندی
- محمود تهرانی
- اسماعیل شیرازی
- گیتی فروهر
- کریم قاجار
- اکبر جنتی شیرازی
- علی‌اکبر طوفان‌پناه
- رضا غیاثی
- فرامرز محمودی
- شاپور
- مقدم
- فرید فرهادپور
- شهروز رامتین
- فرهاد خانمحمدی
- پرویز پور حسینی